# Wat Kampong Tralach Loeu

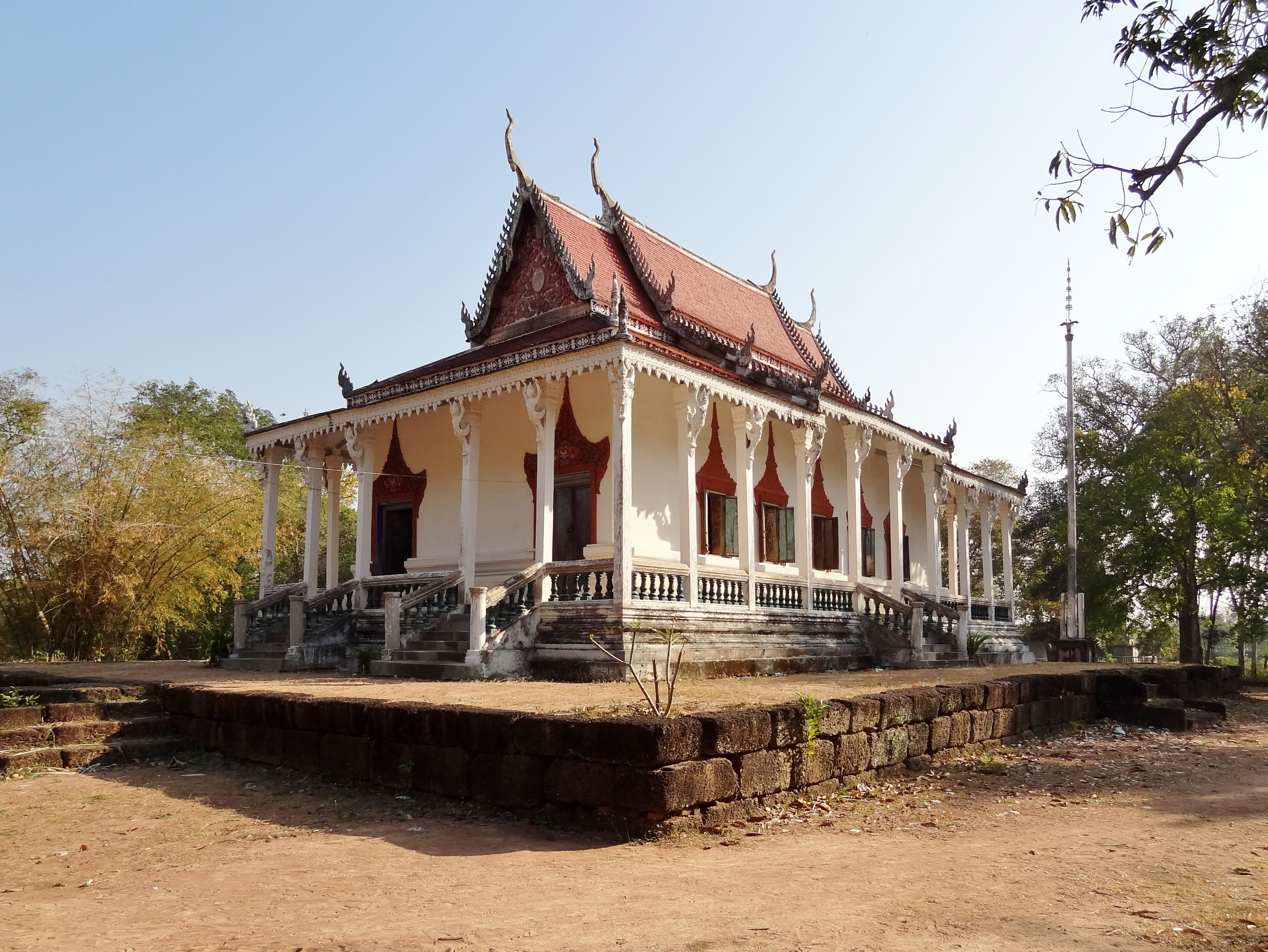
Vihara im Zentrum des Tempels

Der Wat Kampong Tralach Loeu (Khmer វត្តកំពង់ត្រឡាចលើ ‚Oberer Tempel von Kampong Tralach‘), offiziell Pothi Rokha Ram (ឃុំ កំពង់ត្រឡាច), ist eine buddhistische Tempelanlage in der Provinz Kampong Chhnang in Kambodscha. Sie liegt etwa 1,7 Kilometer nordwestlich eines Nebenarms des Tonle-Sap-Flusses und ungefähr 35 Kilometer nördlich der kambodschanischen Hauptstadt Phnom Penh.
Wat Kampong Tralach Loeu wurde 1672 gegründet, einer Zeit, als das 14 Kilometer südlich gelegene Udong Hauptstadt Kambodschas war. Der Tempel gehört zur Sekte der Mohanikaya (‚Große Glaubensgemeinschaft‘), dem im Gegensatz zum Thammayut-Nikaya größeren der zwei Orden der Theravada-Mönchsgemeinde. Das Zentrum des Tempelgeländes bildet der Vihara, in dem sich kulturgeschichtlich bedeutsame Wand- und Deckenmalereien aus der Gründungszeit erhalten haben. Das Dach, die Fliesen und die Treppenbalustraden wurden 1925 erneuert, im Jahr 2010 wurde das gesamte Gebäude restauriert.
Zum Tempelgelände gehören neben dem Vihara ein alter und ein neuer Versammlungs- und Speisesaal, eine Pali-Schule, eine Bibliothek, ein Krematorium und mehrere Stupas. Während der Diktatur der Roten Khmer von 1975 bis 1978 wurde der Tempel als Schnapsbrennerei, Salzlager und als Gefängnis genutzt.

Bauten der Tempelanlage
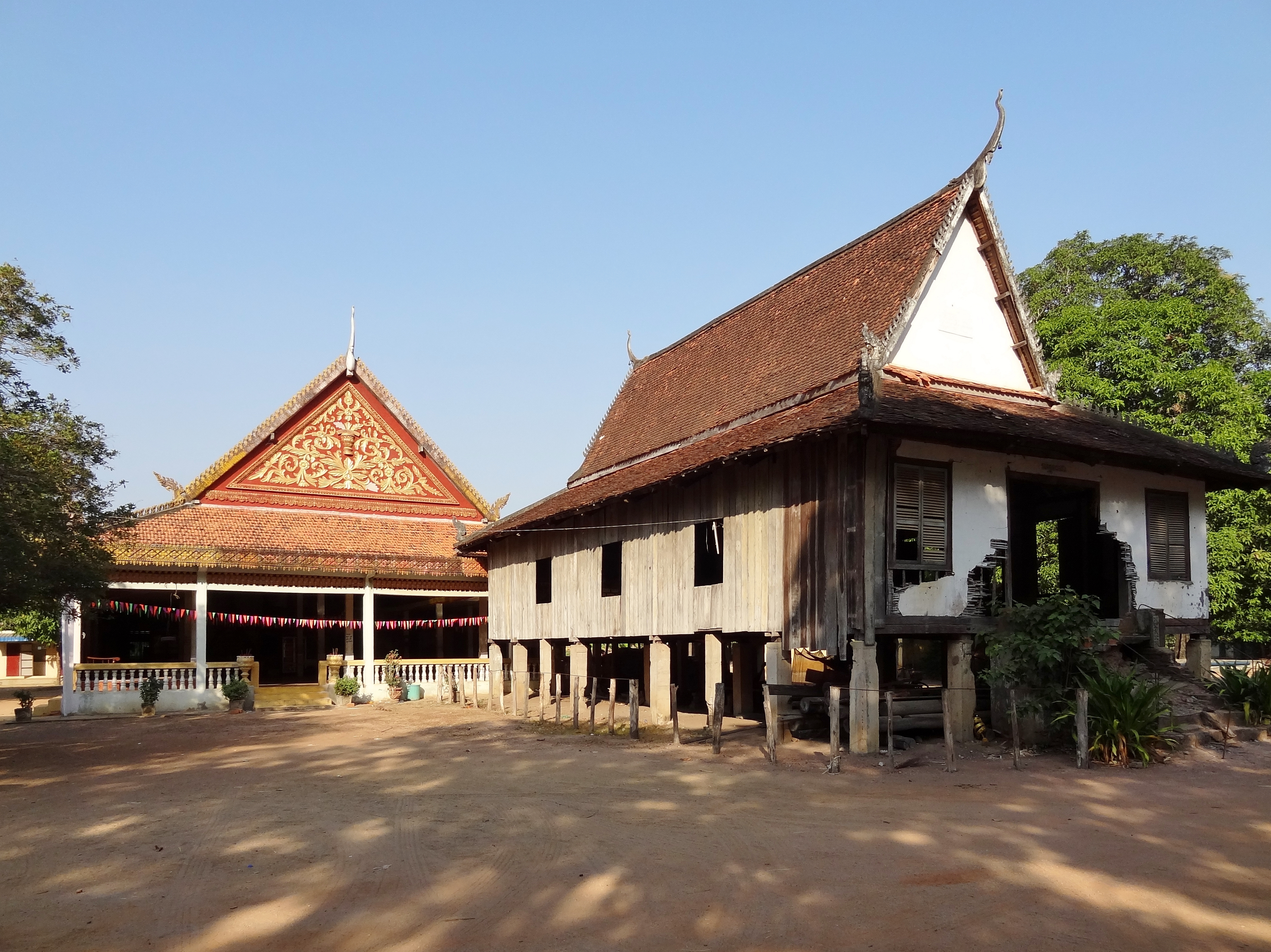
Alter und neuer Versammlungs- und Speisesaal
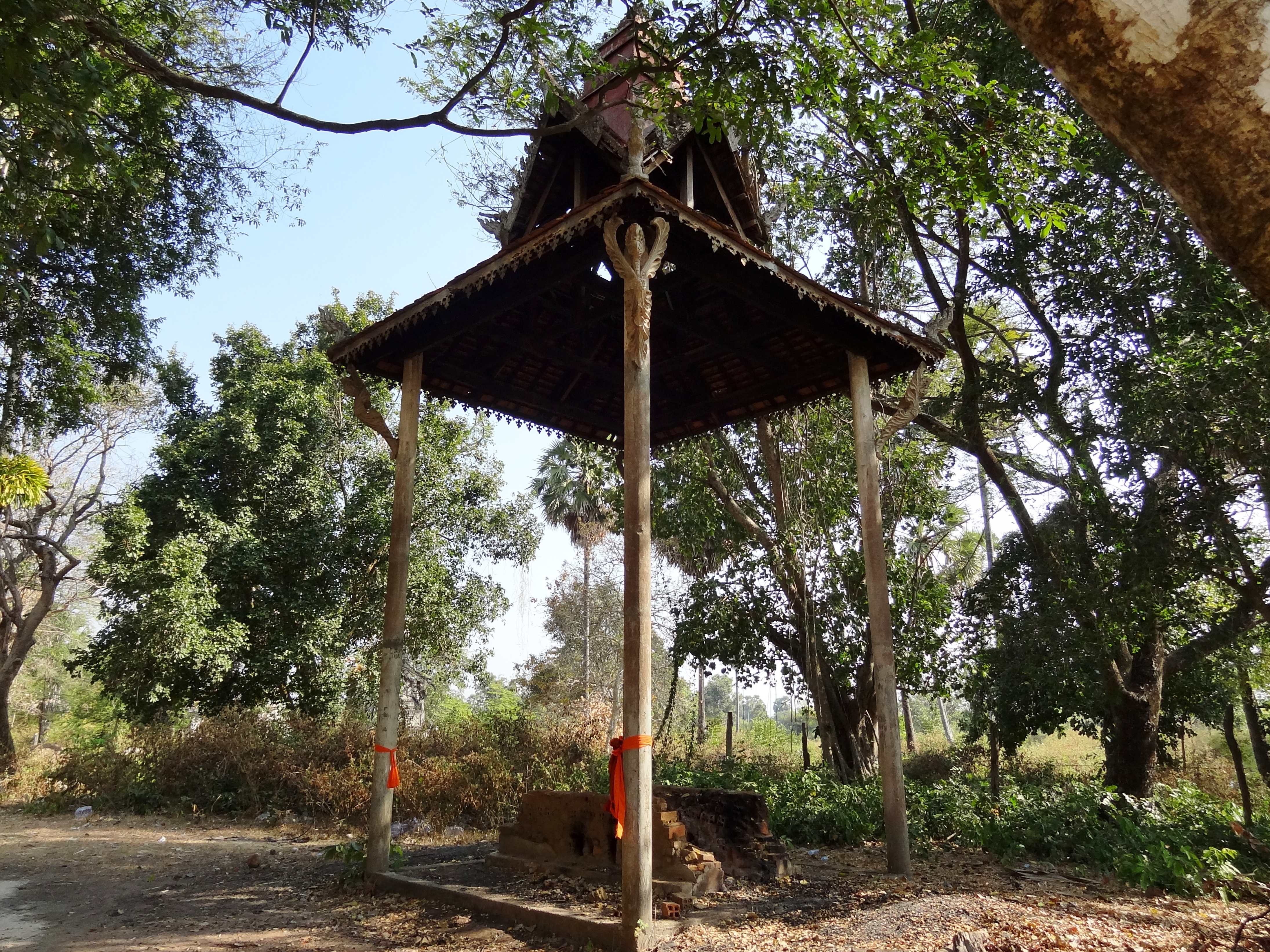
Krematorium
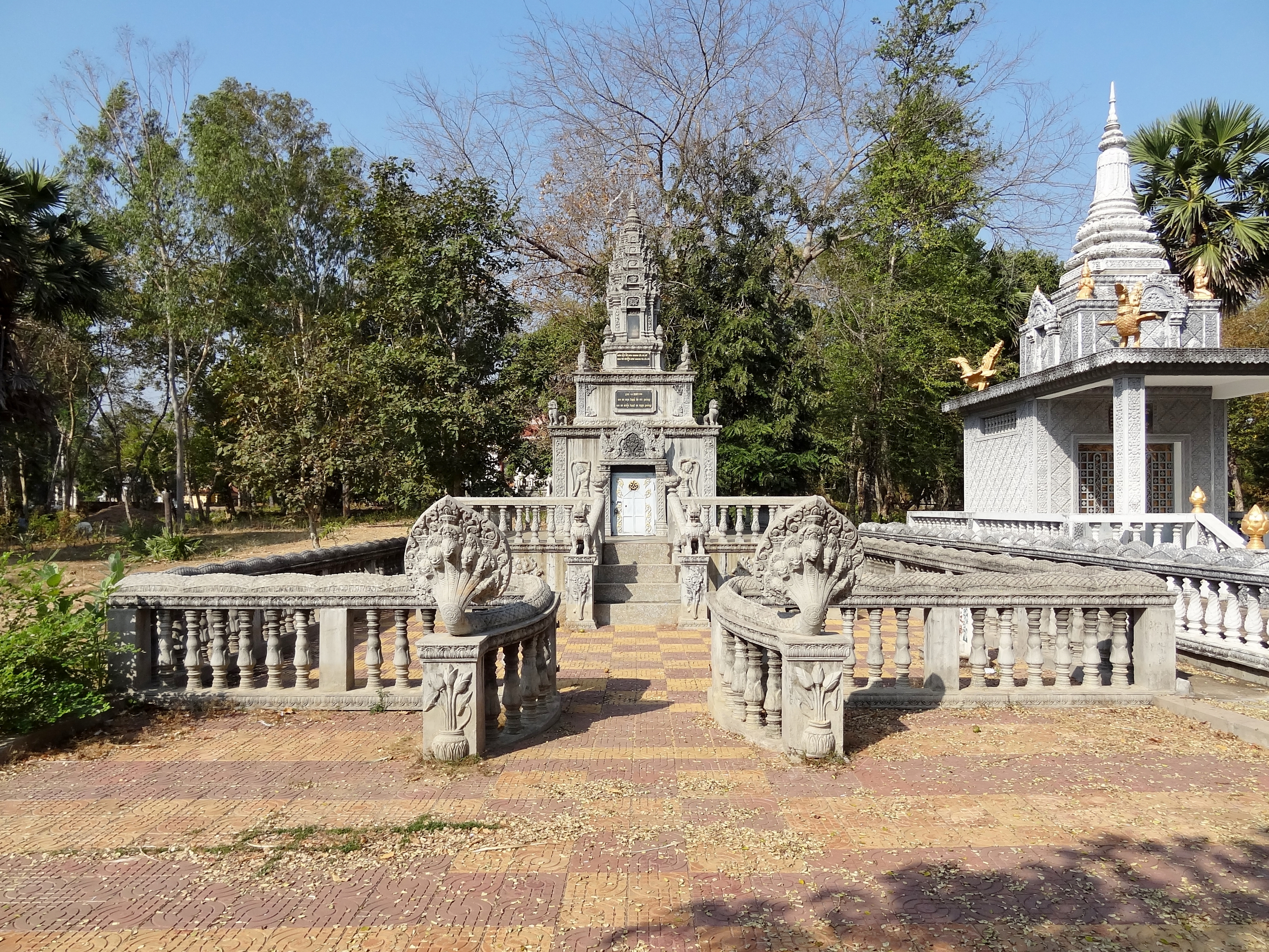
Stupa im östlichen Tempelbereich
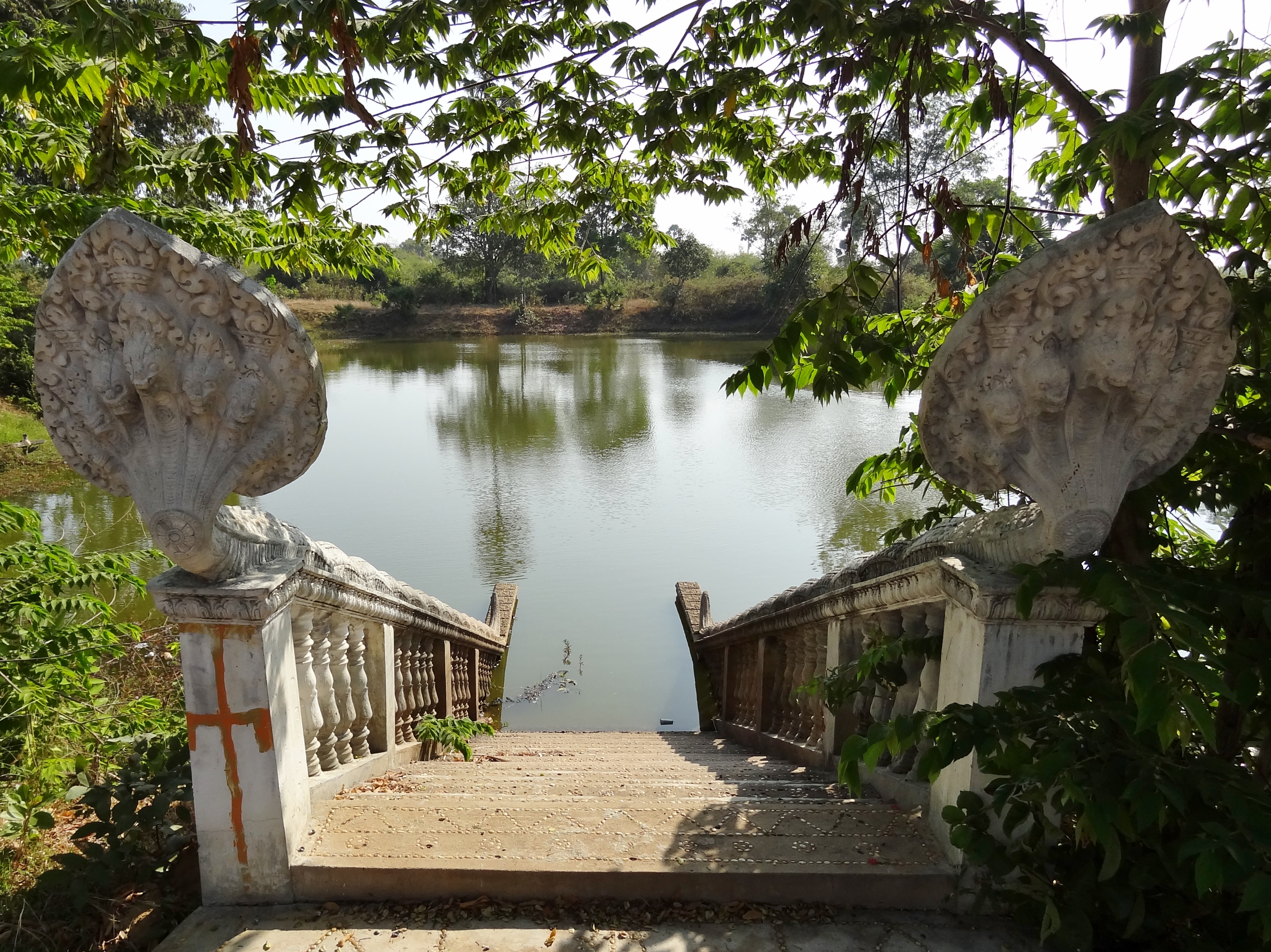
Treppe zum Teich